# Crespino

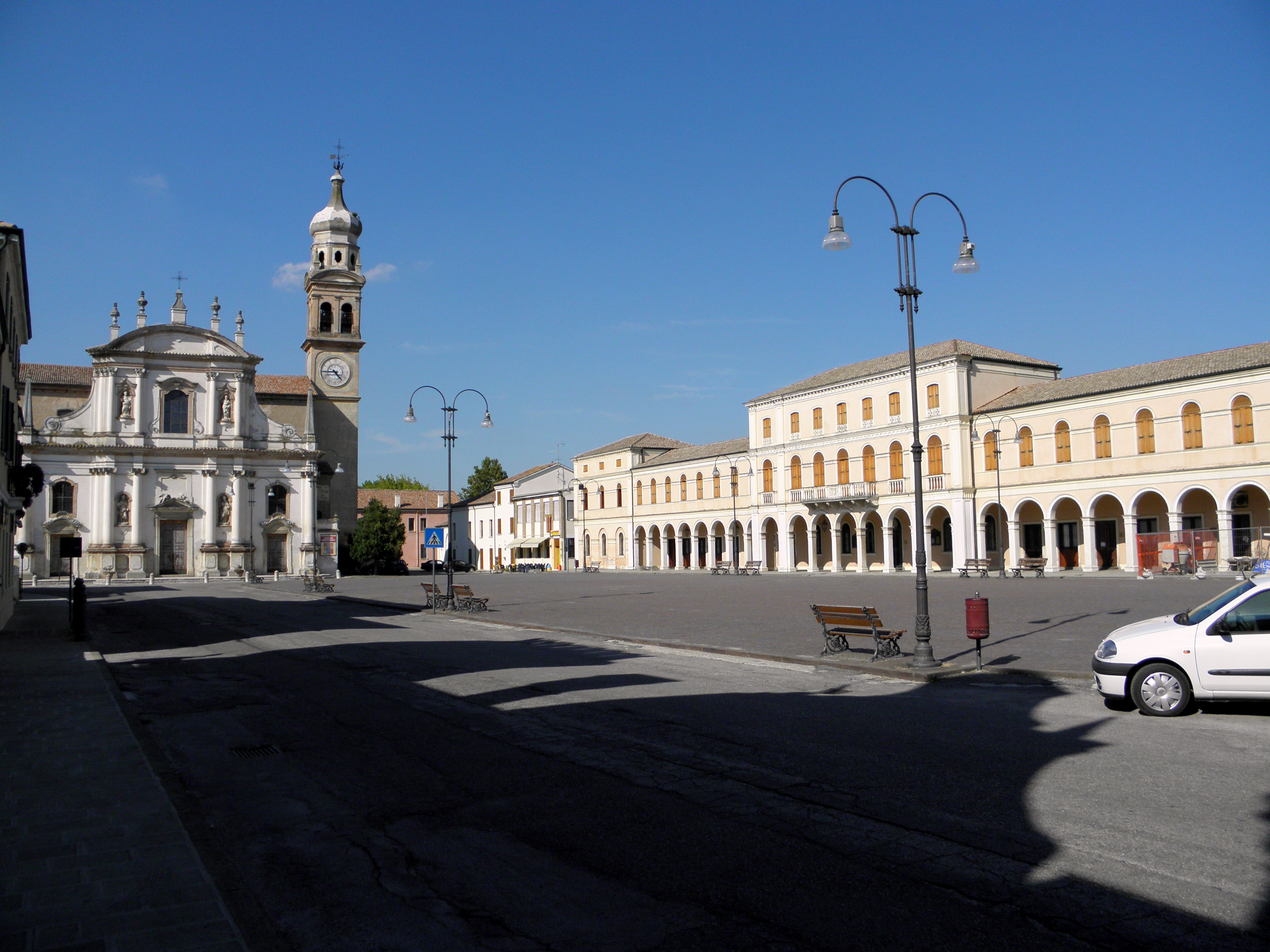
Crespino, quảng trường trung tâm Piazza Fetonte: ở phần bên phải của Tòa thị chính với mái hiên, bên trái là mặt tiền.

Crespino là một đô thị ở tỉnh Rovigo ở vùng Veneto của Ý, có khoảng cách khoảng 60 km về phía tây nam của Venezia và khoảng 12 km về phía đông nam của Rovigo. Tại thời điểm ngày 31 tháng 12 năm 2004, đô thị này có dân số 2.111 người và diện tích là 31,9 km².
Đô thị Crespino có các frazioni (các đơn vị cấp dưới, chủ yếu là các làng) Arginello, Il Gorgo, La Banchina di Sopra, La Ruota, La Zagatta, Passodoppio, San Cassiano, và Selva.
Crespino giáp các đô thị: Berra, Ceregnano, Gavello, Guarda Veneta, Pontecchio Polesine, Ro, Rovigo, Villanova Marchesana.